# 畢 (姓)
畢（ひつ）は、漢姓のひとつ。『百家姓』の76番目。

## 中国の姓
2020年の中華人民共和国の統計では人数順の上位100姓に入っておらず、全漢民族の中、約0.11％を占めている。台湾の2018年の統計では193番目に多い姓で、2,342人がいる。

### 著名な人物
- 畢嵐 - 後漢の宦官。十常侍の一。
- 畢衆敬 - 南北朝時代の武将。
- 畢昇 - 北宋の発明家。膠泥活字（モルタル）による活版印刷を発明。
- 畢沅 - 清代の官僚。続資治通鑑の著者。
- 畢飛宇 - 小説家。
- 畢贛 - 映画監督。

## 朝鮮の姓
畢（ピル、朝: 필）は、朝鮮人の姓の一つである。2015年の韓国の調査によると、53人がいる。

### 著名な人物
- 畢庶信（朝鮮語版） - 韓国の武術家。華僑2世[4]。
- 畢鑑晟（朝鮮語版） - 韓国の映画監督。華僑3世[5]。

### 氏族
2015年の韓国の調査によると、漢陽畢氏は9人、残りの44人の本貫は不明である。